# Blies-Grenz-Weg
Der Blies-Grenz-Weg ist ein Premium- und Rundwanderweg im Saarland.

## Hintergrund
Der Wanderweg führt durch die Natur- und Kulturlandschaft des Biosphärenreservat Bliesgaus bei Kleinblittersdorf und auch teilweise an der durch die Blies gekennzeichneten Grenze zu Frankreich entlang. Auf seiner Strecke befinden sich einige Aussichtspunkte sowohl auf das Bliesgau als auch bis nach Frankreich. Auch finden sich Ruinen ehemaliger Villen auf dem Weg.
Über die Länge des Wanderweges verstreut befinden sich von Raimund Maria Herzog gefertigte Holzskulpturen.  Ehemals handelte es sich um zehn Skulpturen, welche im Jahr 2013 erstellt wurden. Mindestens drei davon sind jedoch schon vandalisiert oder entwendet worden. Die Skulptur Der Kreisel gewann außerdem den dritten Platz bei einer Internetkunst-Aktion des NDR.
Die Fauna des Wanderweges beherbergt unter anderem Steinkauze, Skabiosen-Scheckenfalter, auf dem Auersmacher Feld eine große Feldlerchen-Population und im Sitterswalder Mühlenwald Fledermäuse. Daneben befinden sich einige geschützte Landschaftsbestandteile an dem Weg.

## Beschreibung

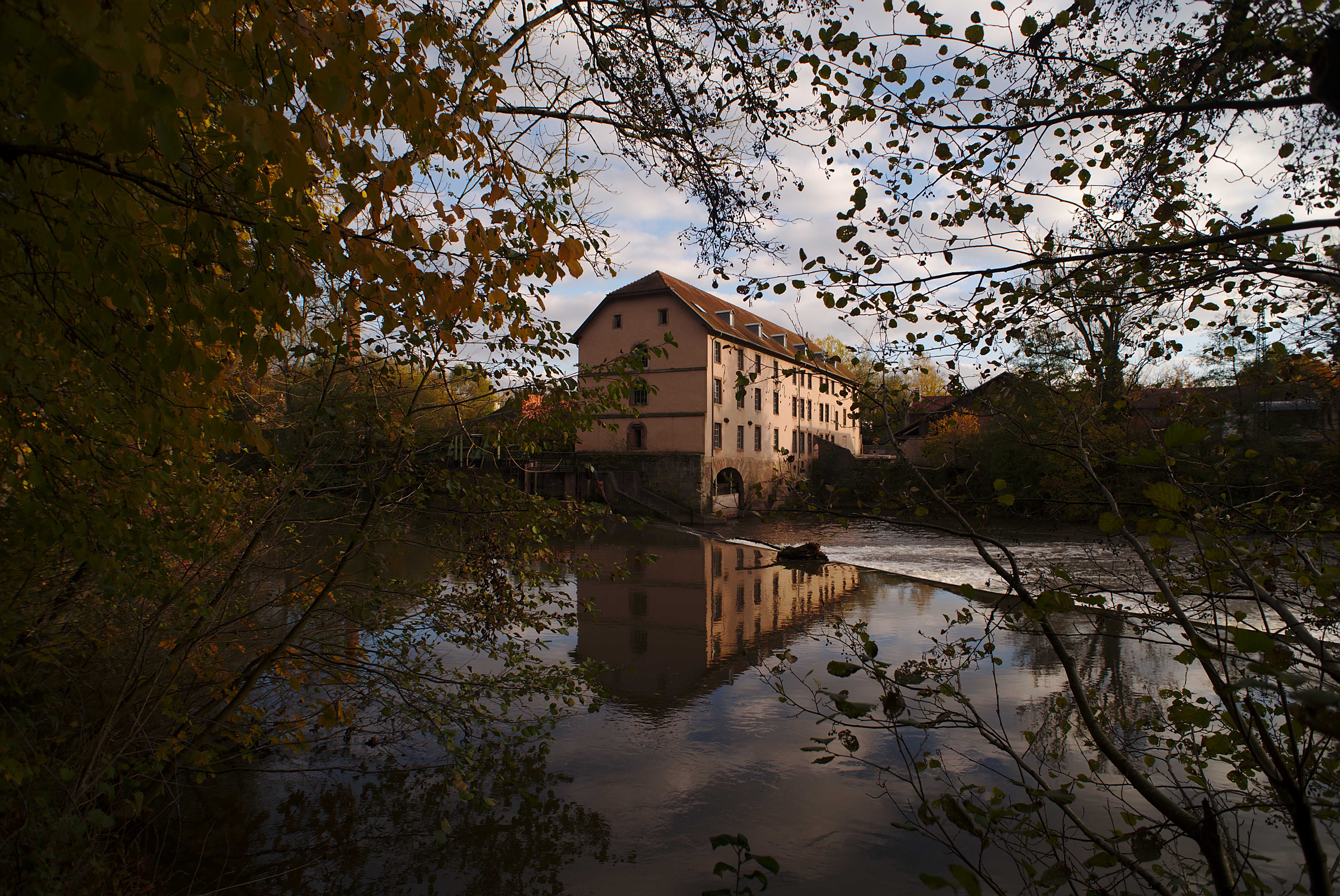
Blick vom Weg zur Bliesmühle

Der Wanderweg beginnt am Wanderparkplatz in der Nauwieserstraße und führt zunächst in den Mühlenwald und am Sängerheim-Waldhaus vorbei. Der erste Wegpunkt ist eine Bliesbrücke, welche über die Blies nach Frankreich führt. Auf der deutschen Seite steht ein von Schulkindern entworfener Freundschaftsstein. Auf der anderen Seite der Blies liegt das Keramikmuseum Bliesmühle (Moulin de la Blies – Musée des techniques faïencières).

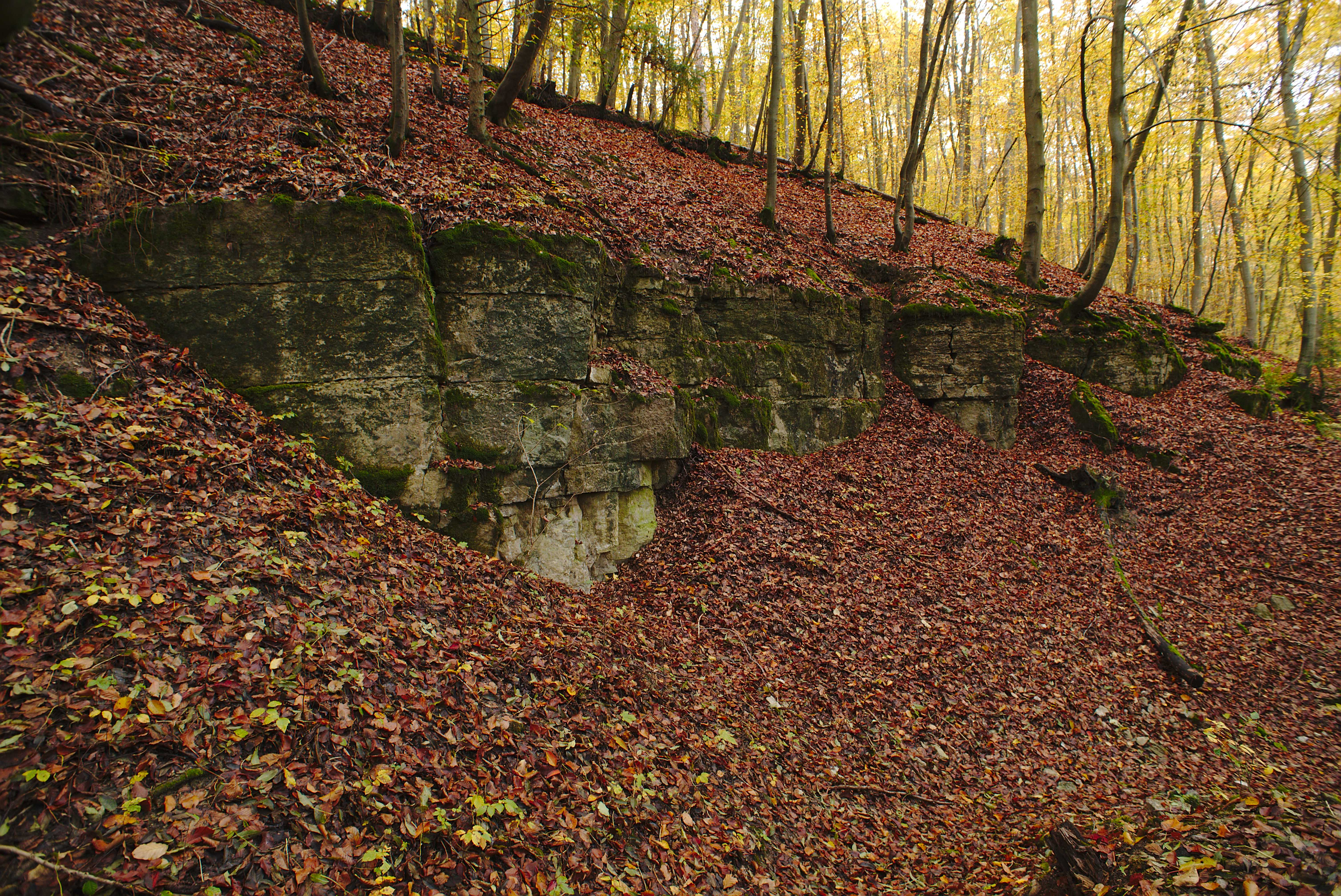
Kalksteinbruch an der Blies

Der Wanderweg verläuft dann an der Blies entlang und nach einer Weile dann zum Mühlenwaldweiher. Anschließend folgt er wieder stromaufwärts der Blies. Dabei führt er auch durch einen historischen Kalksteinbruch und vorbei an einer weiteren Bliesbrücke, welche in das französische Blies-Guersviller führt.
Der Wanderweg selbst führt durch Bliesgersweiler Mühle, einer Siedlung im Nordosten des Ortsteils Sitterswald. Nach der Durchquerung der Siedlung führt die Route bergauf in den dortigen Wald. Mit dem Tal der beiden Bäche, Brucherbach und Hengstbach, und den Feuchtwiesen und Brachen am Wehrholzer Weg  befinden sich einige geschützte Landschaftsbestandteile in der Nähe.
Anschließend führt der Wanderweg durch die Rexroth-Höhe und dann an dem Rexroth-Park vorbei. An einem Hang führt er entlang einer alten Trockenmauer. Daraufhin erreicht er die Teufelskanzel, einer Felsformation an der Tiefenbachklamm, durch welche der Wanderweg führt.
Nach Verlassen des Waldes kommt man an dem Nordschacht der Kalksteingrube Auersmacher vorbei. Nicht weit entfernt davon biegt man auf den Wehrholzer Weg ein, welcher auch Teil des hiesigen Jakobswegs ist. So befindet sich hier das Sternenfeld, wo Sterne in den Weg eingeritzt sind. Ebenfalls findet man hier einen Kalkstein mit aufliegender Metallplatte, in die eine Windrose eingezeichnet ist. Von hier aus hat man bei passendem Wetter Sicht auf die Vogesen. So ist auf der Windrose auch die Entfernung zum Donon mit 71 Kilometern eingezeichnet.
Etwas weiter den Weg entlang gelegen befindet sich der Bliesgau Blick, ein Aussichtspunkt auf das Biosphärenreservat, zusammen mit einer Sitzbank und einem großen Holzkreuz.
Nach einigen Abzweigung führt der Weg wieder bergab in den Wald. Dort biegt die Route auf einen Wirtschaftsweg ein, welcher zu der dicken Eiche führt. Diese Eiche ist in etwa 200 Jahre alt und außerdem ein geschützter Landschaftsbestandteil.
Anschließend führt der Wanderweg wieder geradeaus, bis die Ortschaft Sitterswald erreicht ist, und dann nach links und nach ein paar Abzweigungen zurück zum Startpunkt der Wanderung.